# This Is War (singolo Thirty Seconds to Mars)
This Is War è un singolo del gruppo musicale statunitense Thirty Seconds to Mars, pubblicato il 26 marzo 2010 come secondo estratto dall'album omonimo.

## Descrizione
Il brano che dà il titolo all'album fece il suo debutto mondiale in Dragon Age: Origins il 3 novembre 2009, Steve Schnur, dirigente di musica e marketing musicale in Electronic Arts, dichiarò:
 Jared Leto dichiarò a sua volta:

## Video musicale
Il videoclip, diretto da Édouard Salier, è stato girato il 7 aprile 2010 ed è stato pubblicato il 1º aprile 2011. Come giustificazione del ritardo per la consegna, il gruppo ha dichiarato che avrebbero reso disponibile il cortometraggio completo il 6 aprile 2011. Esso mostra i tre componenti del gruppo vestiti da militari statunitensi mentre pattugliano il deserto in un Humvee blindato e si vedono scene di guerra, mentre qualche entità sconosciuta osserva loro e la loro azione. Verso la fine del video, diversi veicoli militari (HUMVEE, carri armati, aerei da combattimento, elicotteri, navi da guerra) volano incontrollabilmente sopra gli uomini, verso una pila; anche l'Humvee del gruppo viene risucchiato. Mentre la telecamera mostra il mucchio formatosi da lontano, si scopre che forma una piramide enorme, in bilico sopra il deserto.

## Tracce
Tutti i brani sono stati scritti da Jared Leto.
CD promozionale (Europa, Stati Uniti)
1. This Is War (Album Version) – 5:27
2. This Is War (Radio Edit) – 4:46

CD singolo (Europa)
1. This Is War (Album Version) – 5:27
2. Hurricane (LA Mix) – 5:47

Download digitale
1. This Is War – 5:27
2. This Is War (Radio Edit) – 4:46
3. Night of the Hunter (Static Revenger Remix) – 4:57

## Classifiche

### Classifiche settimanali
| Classifica (2010)                | Posizione massima |
| -------------------------------- | ----------------- |
| Austria                          | 73                |
| Canada                           | 67                |
| Germania                         | 79                |
| Regno Unito                      | 51                |
| Stati Uniti                      | 72                |
| Stati Uniti (alternative)        | 1                 |
| Stati Uniti (heatseekers)        | 4                 |
| Stati Uniti (mainstream rock)    | 30                |
| Stati Uniti (rock & alternative) | 4                 |

### Classifiche di fine anno
| Classifica (2010)                | Posizione |
| -------------------------------- | --------- |
| Stati Uniti (alternative)        | 10        |
| Stati Uniti (rock & alternative) | 22        |

## Pubblicazione
| Paese                 | Data di pubblicazione |
| --------------------- | --------------------- |
| Canada                | 26 marzo 2010         |
| Germania              | 26 marzo 2010         |
| Italia                | 26 marzo 2010         |
| Svizzera              | 26 marzo 2010         |
| Regno Unito           | 28 marzo 2010         |
| Stati Uniti d'America | 28 marzo 2010         |